# Landelino Lavilla
Landelino Lavilla Alsina, né le 6 août 1934 à Lérida (Espagne) et mort le 13 avril 2020 à Madrid (Espagne), est un homme politique et juriste espagnol.

## Biographie

### Formation de juriste
Catalan de naissance, Landelino Lavilla commence ses études de droit à l'université de Saragosse et les termine à l'université de Madrid.
Il embrasse ensuite une carrière de haut fonctionnaire, démarrant comme auditeur au Tribunal des comptes en 1958, et poursuivant au Conseil d'État l'année suivante.

### Ministre de la Justice
Membre de l'Union du centre démocratique (UCD) d'Adolfo Suárez, Landelino Lavilla est nommé ministre de la Justice dans le second gouvernement pré-constitutionnel, le 5 juillet 1976.
Le 4 juillet 1977, il est reconduit dans ses fonctions dans le premier gouvernement démocratique. Dix-huit jours plus tard, il entre au Sénat par désignation royale.
À son poste, il fait approuver plusieurs lois de rupture totale avec l'idéologie conservatrice et autoritaire du franquisme, comme la dépénalisation de l'adultère et la reconnaissance des couples de fait, l'inscription du délit de torture dans le Code pénal, ou encore la protection juridictionnelle des droits fondamentaux.

### Président du Congrès et de l'UCD
Landelino Lavilla est élu député de la province de Jaén lors des législatives du 1er mars 1979, puis président du Congrès des députés le 23 mars. C'est sous mandat que la chambre basse des Cortes Generales adopte son règlement intérieur.
Le 13 juillet 1982, Landelino Lavilla est élu président de l'Union du centre démocratique au pouvoir, en remplacement du président du gouvernement, Leopoldo Calvo-Sotelo.
Candidat de l'UCD à la présidence du gouvernement et tête de liste dans la Communauté de Madrid aux élections législatives anticipées du 28 octobre 1982, il n'obtient que 11 sièges sur 350, contre 168 sous la précédente législature.

### Fin de vie politique
Landelino Lavilla devient porte-parole du groupe Centriste le 23 novembre, mais démissionne le 28 juillet 1983, abandonnant par la même son mandat de député, qui revient alors au premier non élu sur la liste, Leopoldo Calvo-Sotelo.
Le 18 février précédent, il avait démissionné de la présidence de l'UCD.

### Nouvelle carrière de juriste
En 1983, Landelino Lavilla est nommé conseiller permanent du Conseil d'État, dont il a présidé diverses sections. Il refuse de devenir membre du Tribunal constitutionnel en 1992, puis Défenseur du peuple en 1994.
Élu à l'Académie royale de la jurisprudence et de la législation en juin 1997, il prend possession de son fauteuil deux ans plus tard. En 2003, il en est élu président, et se voit réélu en janvier 2008.

### Mort
Landelino Lavilla meurt à Madrid le 13 avril 2020 à l'âge de 85 ans des suites d'une longue maladie.